# Friedrich Schramm (Architekt)
Friedrich Schramm (* vor 1800; † um 1850 in Berlin) war ein deutscher Architekt und Lehrer an der Berliner Bauakademie.
Friedrich Schramm machte eine Ausbildung bei Karl Friedrich Schinkel und wurde als Kondukteur bei der Oberbaudeputation angestellt. Von 1817 bis 1820 wurde nach seinen, von Schinkel überarbeiteten, Plänen die Pfarrkirche in Joachimsthal errichtet. 1818/19 hatte er die Bauleitung für die Fundamente des Denkmals auf dem Kreuzberg und arbeitete am Gesamtentwurf mit. Um 1818 wurde er Bauinspektor. 1820/21 lieferte er die Entwürfe für Gebäude des Botanischen Gartens in Schöneberg und wirkte am Umbau des Doms mit. Von 1821 bis 1823 leitete er den Umbau eines Flügels der Akademie der Künste zum Museum. Von 1824 bis 1831 unterrichtete er an der Berliner Bauakademie in den Fächern Architektonisches Zeichnen, Ökonomische Baukunst und Maschinenzeichnen. 1830 baute er das Goercksche Haus in der Dorotheenstraße 5 zur Geburtsklinik der Charité um. Bei Schinkels Entwürfen für die Sternwarte in der Lindenstraße arbeitete er mit und übernahm von 1832 bis 1835 die Bauleitung.